# Otakus in Love
Pour plus de détails, voir Fiche technique et Distribution.
Otakus in Love (恋の門, Koi no mon) est un film japonais réalisé par Suzuki Matsuo, sorti en 2004. Il s'agit de l’adaptation d'un manga de Jun Hanyunyuu].

## Synopsis
Est-ce qu'être un otaku peut mener à l'amour ? Aoki Mon est un « geek » obsédé par les mangas qui crée son propre manga en arrangeant des pierres colorées dans des boîtes en bois. L'amour le frappe littéralement lorsqu'il rencontre Akashi Koino, une dessinatrice de manga amateur, et une fan de cosplay qui décide que Mon est le parfait partenaire pour ses jeux farfelus de cosplay fantastique. Mais après avoir été habillé dans le costume de son héros de jeu vidéo préféré, Mon décide que les tendances « geek » de Koino sont même de trop pour un otaku comme lui. Néanmoins, ce n'est pas assez pour décourager Koino de chasser le chevalier qu'elle a choisi...

## Fiche technique
- Titre : Otakus in love
- Titre original : 恋の門 (Koi no mon?)
- Réalisation : Suzuki Matsuo
- Scénario : Suzuki Matsuo, d'après le manga de Jun Hanyunyuu
- Production : Morio Amagi, Makiko Nagasaka et Shinji Ogawa
- Musique : Takeshi Hayama
- Photographie : Jun Fukumoto
- Montage : Soichi Ueno
- Décors : Yuji Tsuzuki
- Costumes : Michiko Kitamura
- Pays d'origine : Japon
- Format : Couleurs - 1,85:1 - Dolby Surround - 35 mm
- Genre : Comédie dramatique, romance
- Durée : 114 minutes
- Dates de sortie : 11 septembre 2004 (Mostra de Venise), 20 octobre 2004 (Japon)

## Distribution
- Ryuhei Matsuda : Mon Aoki
- Wakana Sakai : Koino Akashi
- Suzuki Matsuo : Marimoda
- Kiyoshiro Imawano : lui-même
- Hijiri Kojima : Mejina
- Shin'ya Tsukamoto : Noro
- Hideaki Anno : lui-même
- Moyoko Anno : elle-même
- Hitomi Miwa